# 川村カンナ
川村 カンナ（かわむら かんな、1983年4月7日 - ）は、日本のAV女優。
東京都出身、エンプレス（ロータスグループ）所属。

## 略歴
2006年2月7日、『新人×ギリギリモザイク 新人ギリギリモザイク』でAVデビュー。

## 作品
2006年
- 新人×ギリギリモザイク 新人ギリギリモザイク（2月7日、エスワン）
- ギリギリモザイク エロい女の誘惑FUCK（3月7日、エスワン）
- ギリギリモザイク 誘惑セクシーコスFUCK（4月19日、エスワン）
- ギリギリモザイク 我社のドスケベ社長秘書（5月7日、エスワン）
- ギリギリモザイク バコバコ乱交8（6月7日、エスワン）
- ギリギリモザイク バコバコ大乱交2（7月7日、エスワン）共演:大沢佑香、木村那美
- ギリギリモザイク 妄想的特殊浴場 本指名（8月7日、エスワン）
- ドリームアイドル 10（10月1日、MOODYZ）
- ギリギリモザイク オフィスでバコバコ乱交（10月7日、エスワン）共演:しいないおり
- 接吻 レズ ふたなり 乱交（11月1日、MOODYZ）…共演:矢口あかり、榊彩弥
- BEAUTY STYLE21（12月25日、イエロー）

2007年
- SIMPLE 1980 THE フェラチオ 完全撮り下し 2nd Wave（1月12日、ビッグモーカル）他出演:笠木あやか、春名えみ、水樹セイラ、安藤じゅりあ、白石このみ
- 「超」パイパン娘。 パイパン大運動会（1月13日、カルマ）共演:野々宮りん、観月若菜、百瀬ゆうな、高崎もえ、葉月ゆり、川島千愛、紺乃すず、綾野みゆき、早乙女純
- OLの帰り道（1月26日、KUKI）
- SIMPLE 1980 THE 手コキ 完全撮り下し 2nd Wave（2月9日、ビッグモーカル）他出演:笠木あやか、春名えみ、水樹セイラ、安藤じゅりあ、白石このみ
- パイパンレズビアン4（2月13日、カルマ）共演:野々宮りん、百瀬ゆうな、綾野みゆき、高崎もえ
- 密室!エレベーターパニック（2月22日、V&Rプロダクツ）共演:中山りお、つゆの優、妹川尚子、小川菜央、北崎未来 他
- 腰を振る女 ver.7（2月28日、ゴリラプロジェクト）
- 素人初レズ研修旅行 〜レズに興味がある素人達集めてレズ研修しちゃいました。〜（3月2日、GLAY'z）共演:沢井真帆、秦乃美有、大貫かりん、関彩菜、白石このみ
- 痴女学園 2（4月15日、イマージュ）共演:滝沢優奈、宝月ひかる、真中かおり、川峰さくら、名波ゆら、野々宮りん、水野ひかり、姫野愛、藤本ちさと
- スーパーGスポットSP VOL.29（5月11日、クリスタル映像）他出演:大越はるか、神谷ゆうな、菅野まなみ、杉浦まな、猫澤百華
- 人妻の情事9 夫以外の男に中出しされた妻たち（5月12日、隼エージェンシー）他出演:一ノ瀬カレン、安住涼子、北崎未来、城本久美
- 近親相姦9ストーリー 第3章（5月12日、隼エージェンシー）他出演:元木ひなよ、佐藤るり、天乃みお、能田曜子、多々野昌稀、春名えみ、天海ユリ、美月りん
- 逆ナンパ中出し ナンパして中出しさせる8人のギャル（5月12日、隼エージェンシー）他7名出演
- こだわりの手コキ 4時間SP 4 40人のハンドメイド（5月12日、隼エージェンシー）他39名出演
- 平成19年度 系列局合同 女子アナ新人研修（6月7日、V&Rプロダクツ）共演:速水あおい、白石このみ、もえ、星優乃、宝部ゆき、秋月まり、甘井みかん、栗原淳子、音原亜子
- となりの美人妻（6月16日、隼エージェンシー）
- オナニスト［第十七章］40人のズリマン女（6月16日、隼エージェンシー）他39名出演
- 女子校生の花園 3（6月19日、スタイルアート）共演:笠木あやか、加瀬あゆむ、ANNA、春名えみ
- 人妻たちの密会 3（6月22日、I.B.WORKS）他出演:持田茜、花野心、夕月花音
- キスマニア Vol.3（7月19日、BRAVO）他多数出演
- 「尻」女子校生 3（8月19日、スタイルアート）共演:加瀬あゆむ、ANNA、春名えみ、笠木あやか
- フェラマニア Vol.3（8月19日、BRAVO）他多数出演
- オナニスト 第18章（9月8日、隼エージェンシー）他多数出演
- 性感ch 性感マッサージを受ける女優たち（9月19日 BRAVO）他出演:大沢佑香、瞳れん、長谷川ちひろ、清原りょう
- 極上手コキVol.3（9月19日、BARVO）他多数出演
- 背後から手コキさらには乳首まで…（10月19日 BRAVO）他出演:加藤レイナ、Rico、姫野愛、椎名りく
- 産婦人科を開業して付き添いで来た夫の前で嫁を犯す（11月7日、カッコイイ!）他出演:藤沢ローラ、大石ひとみ、藤本麻美
- 顔面騎乗 1（11月15日、ジャネス）他出演:笠木あやか、常盤あすか、小阪ルリ
- ディルドで遊ぶ女優たち（11月19日、BRAVO）他出演:長谷川ちひろ、もえ、笠木あやか、瞳れん、若槻めい、日高ゆりあ、椎名りく、藤井彩、加藤レイナ

2008年
- ふたなりレズ 13（3月15日、ミュージアム・ネクスト）共演:佐倉あやめ